# João Moutinho (ur. 1998)
João Moutinho (ur. 12 stycznia 1998 w Lizbonie) – portugalski piłkarz, występujący na pozycji obrońcy w polskim klubie Lech Poznań. W swojej karierze grał w takich klubach jak  Orlando City SC, Spezia Calcio i Jagiellonia Białystok. W lipcu 2025 został wykupiony ze Spezii Calcio przez Lecha Poznań, z którym podpisał dwuletnią umowę.

## Sukcesy
W 2022 r. występując w Orlando City SC zdobył puchar krajowy.
W sezonie 2024/2025 jako zawodnik Jagiellonii Białystok dotarł do ćwierćfinału Ligi Konferencji UEFA, gdzie mistrz Polski odpadł, przegrywając z Realem Betis w dwumeczu 1:3 (0:2, 1:1).

## Statystyka
(aktualne na 6 sierpnia 2025)
| Klub                         | Sezon           | Liga            | Liga | Liga | Puchar kraju | Puchar kraju | Europa | Europa | Suma | Suma |
| Klub                         | Sezon           | Liga            | M.   | Br.  | M.           | Br.          | M.     | Br.    | M.   | Br.  |
| ---------------------------- | --------------- | --------------- | ---- | ---- | ------------ | ------------ | ------ | ------ | ---- | ---- |
| Los Angeles FC               | 2018            | MLS             | 14   | 1    | 1            | 0            | –      | –      | 15   | 1    |
| Orlando City SC              | 2019            | MLS             | 16   | 0    | 2            | 0            | –      | –      | 18   | 0    |
| Orlando City SC              | 2020            | MLS             | 5    | 0    | –            | –            | –      | –      | 5    | 0    |
| Orlando City SC              | 2021            | MLS             | 20   | 0    | –            | –            | –      | –      | 20   | 0    |
| Orlando City SC              | 2022            | MLS             | 25   | 2    | 5            | 0            | –      | –      | 30   | 2    |
| Orlando City SC              | Ogólnie         | Ogólnie         | 66   | 2    | 7            | 0            | 0      | 0      | 73   | 2    |
| Spezia Calcio                | 2022/23         | Serie A         | 4    | 0    | 1            | 0            | –      | –      | 5    | 0    |
| Spezia Calcio                | 2023/24         | Serie B         | 5    | 0    | 1            | 0            | –      | –      | 6    | 0    |
| Spezia Calcio                | Ogólnie         | Ogólnie         | 9    | 0    | 2            | 0            | –      | –      | 11   | 0    |
| Jagiellonia Białystok (wyp.) | 2024/25         | Ekstraklasa     | 28   | 0    | 1            | 0            | 15     | 0      | 44   | 0    |
| Lech Poznań                  | 2025/26         | Ekstraklasa     | 2    | 0    | 0            | 0            | 2      | 0      | 4    | 0    |
| Ogólnie kariera              | Ogólnie kariera | Ogólnie kariera | 119  | 3    | 11           | 0            | 17     | 0      | 147  | 3    |

## Sukcesy
- Superpuchar Polski 2024[3]